# 金鱼草
金鱼草（学名：Antirrhinum majus）又名龙口花、龙头花、洋彩雀，为车前科金鱼草属多年生草本植物，原属玄参科，是一種模式生物。原产於地中海地区，分布区域从摩洛哥和葡萄牙向北至法国南部，东至土耳其和叙利亚。金鱼草因花状似金鱼而得名，其拉丁学名“Antirrhinum”意指“状如鼻子”，而“majus”则意为“五月开花”。

## 形态
金鱼草为多年生草本植物，植株挺拔，株高0.5-1m，最高可至2m。叶上部成螺旋状互生，披针形，基部对生，长1-7公分，宽2-2.5公分。花桅顶生总状花序，每朵花长3.5-4.5公分，二唇形左右对称。野生植物有粉红色到紫色的花色，二唇往往为黄色，茎色与花色亦有相关性。花期很长，3-6月。果实为蒴果卵圆形，直径10-14 毫米，其中含有大量种子。

## 亚种
金鱼草有五个亚种，分别是：

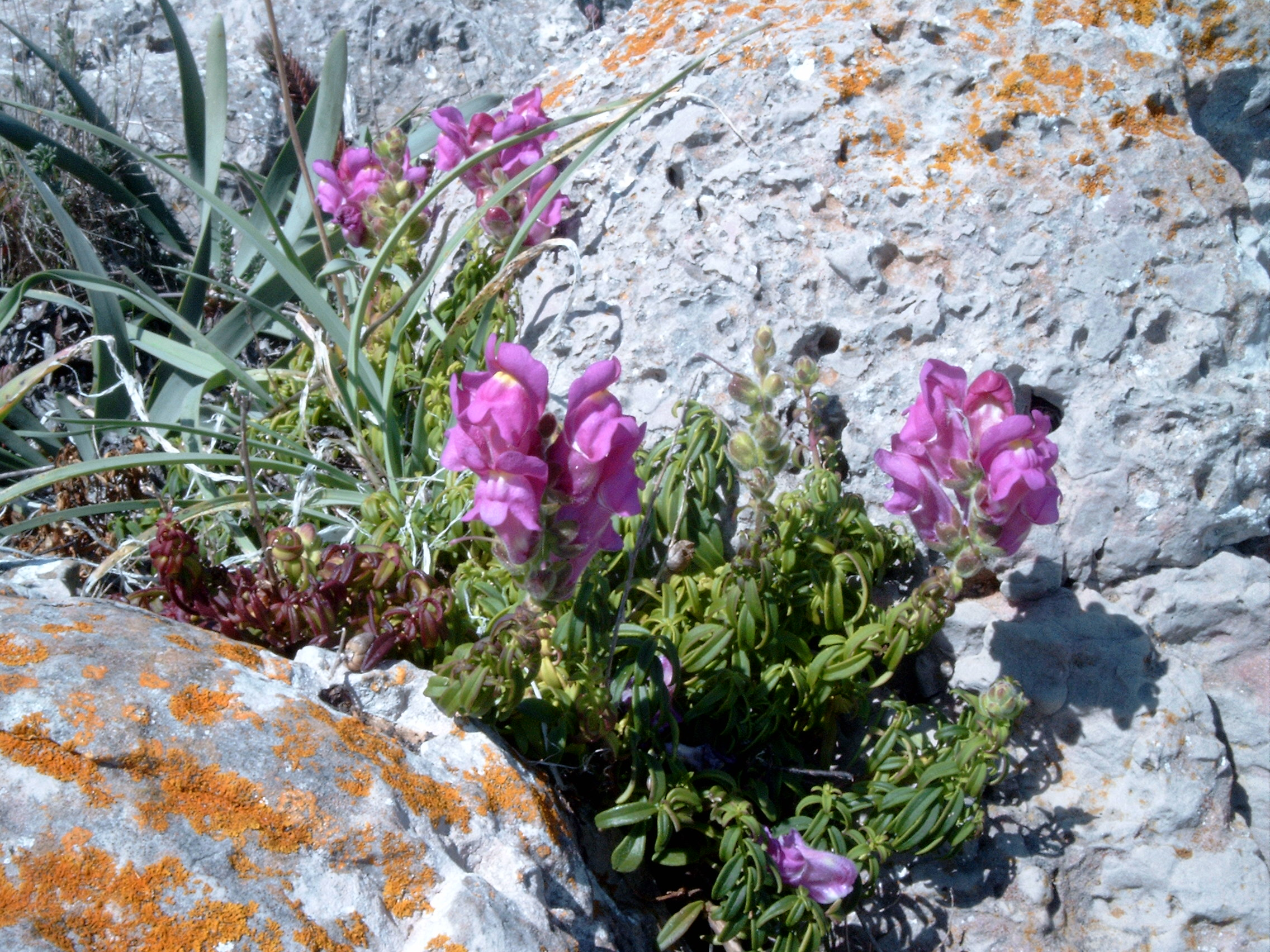
Antirrhinum majus subsp. linkianum

- Antirrhinum majus subsp. majus。分布於法国南部和西班牙北部。
- Antirrhinum majus subsp. cirrhigerum (Ficalho) Franco。分布於葡萄牙南部和西班牙南部。
- Antirrhinum majus subsp. linkianum (Boiss. & Reut.) Rothm。分布於葡萄牙西部（独有）。
- Antirrhinum majus subsp. litigiosum (Pau) Rothm。分布於西班牙东南部。
- Antirrhinum majus subsp. tortuosum (Bosc) Rouy。物种各分布区域均有分布。

## 生态习性
金鱼草性喜凉爽气候，忌高温及高湿，耐寒性较好。喜全光，稍耐半荫。喜疏松、肥沃、排水良好的土壤，对碱性土壤稍有耐性。金鱼草有自播繁衍能力。

## 栽培应用

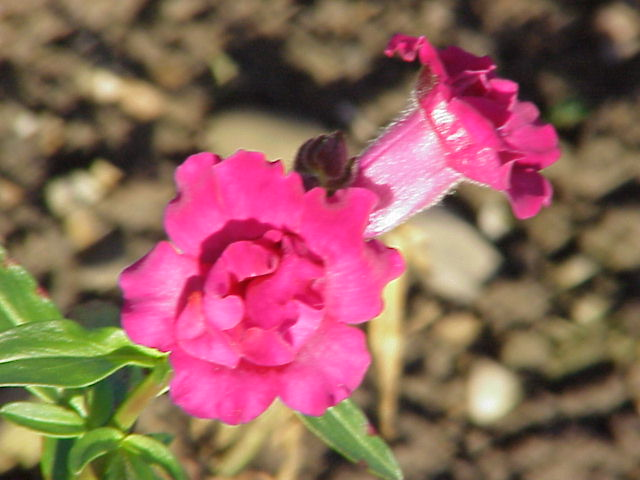
金鱼草的反整齐花品种

金鱼草因其花色鲜艳、花形奇特，普遍栽植于花园、花坛和花镜等处，亦可用于切花生产。虽然金鱼草是多年生植物，但经常会作为一年生或二年生植物栽培，尤其是在其无法过冬的寒冷地区。金鱼草已有大量的栽培品种，花色除蓝色外，其余紫、橙、粉、黄、白及複色均有。株型高中矮均有，亦有花型巨大的四倍体和杂种一代，此外，还有具反整齐花的品种， 其花序上只着生有一朵整齐的大花。
金鱼草很容易由栽培品种野化，并在世界各气候温和的区域广泛地被驯化。园林栽培应用以播种为主，亦可扦插或组织培养繁殖。
此外，金鱼草全株亦可入药，具有清热解毒、凉血消肿之功效。
金鱼草也是在植物遗传学研究中的重要模式生物。例如其含有的基因DEFICIENS就代表着首字母缩写词MADS盒基因家族中的“D”，对研究植物的演化发展起着重要的作用。此外，金鱼草在建立花器官发育的ABC模型中也起到了重要作用。

### 书目
- 刘燕.  (M). 北京: 中国林业出版社. 2003年.

### 脚注
1. 1 2  Flora Europaea: Antirrhinum majus （页面存档备份，存于）
2. 1 2 3  Germplasm Resources Information Network: Antirrhinum majus （页面存档备份，存于）
3. 1 2 3  Blamey, M. & Grey-Wilson, C. (1989). Flora of Britain and Northern Europe. ISBN 0-340-40170-2
4. ↑  Huxley, A, ed. (1992). New RHS Dictionary of Gardening. ISBN 0-333-47494-5
5. ↑  . 香港浸會大學中醫藥學院.   [2022-03-31]. （原始内容存档于2019-07-01）.
6. ↑  戴思兰.  (M). 北京: 中国林业出版社. 2005年: 219–220.